# Platyeutidium exutum
Platyeutidium exutum är en skalbaggsart som först beskrevs av Lewis 1889.  Platyeutidium exutum ingår i släktet Platyeutidium och familjen stumpbaggar. Inga underarter finns listade i Catalogue of Life.